# Bournemouth
Bournemouth  ( hør) er en stor kystby i Dorset i Sydvestengland med omkring 163.444 indbyggere, hvilket gør den til den største by i Dorset.
Byen blev grundlagt af Lewis Tregonwell i 1810 og voksede langsomt til en storby, da jernbanen åbnede 1870. Bournemouth hørte tidligere under Hampshire indtil 1974, hvor kommunerne blev reorganiseret og kommunegrænserne ændret. Bournemouth hører således i dag under Dorset.
Bournemouth er med sin beliggenhed ved Englands sydlige kyst en populær turistby. Byen er i dag et regionalt centrum for uddannelse og forretning og er den største by mellem Southampton og Plymouth.
Bournemouth blev i 2007 udråbt til at være det gladeste sted i England i en statistik, der viste, at 82 % af de udspurgte personer mente, at de var lykkelige for deres liv.

## Geografi
Bournemouth ligger 169 kilometer (105 mil) sydvest for London. Rundkørslen for enden af Wessex Way road også kaldet "County Gates" markerer den historiske grænse mellem Hampshire og Dorset og indikerer også grænsen mellem Bournemouth og nabobyen Poole.
Historisk set var Bournemouth en del af Hapshire, med Poole vest for grænsen, men ved kommunalreformen 1974 blev hele Poole/Bournemouth-området en del af den samme kommune (county). Bournemouth blev derfor 1. april 1974 en del af Dorset.
Byplanlægningen er kompleks, da byen støder op til flere andre byer langs den engelske sydkøst, bl.a. Poole mod vest og Christchurch mod øst. Mod nordvest finder man den lille by Wimbourne, og mod nordøst Ferndown. Bournemouth International Airport ligger nordøst for byen på vej mod Hurn.
Byen ligger ved kysten, men byens centrum ligger inde i landet. Det kommercielle og befolkningsmæssigt trafikerede hjerte i byen anses for at være The Square. Byen kan deles op i forskellige områder her inkluderet Bear Cross, Boscombe, Kinson, Pokesdown og Westbourne. Bournemouth er traditionelt forbundet med pensionister, men har de senere år oplevet en massiv vækst, især som følge af de mange unge studerende på Bournemouth Universitet.

## Kultur og fornøjelser
Bournemouth er en udpræget turistby og fungerer som regionalt center for fritid, underholdning, kultur og fornøjelser. 
Konferencer og koncerter afholdes i Bournemouth International Centre (BIC), der ligger nær byens centrum, på toppen af en klippeskrænt med udsigt ud over havet og havnen.
Øst for central Gardens, nær pavillonteatret, finder man Russell-Cotes Museum. Sir Merton Russell-Cotes var en af de mest prominente victorianere, der succesfuldt fik igangsat bygningen af den langstrakte promenade langs kysten mellem Bournemouth og Poole. På museet kan man bl.a. se fine malerier fra 1800-tallet og en samling af Russell-Cotes-familens ejendele fra rejser til bl.a. Japan og Rusland.
Tæt på havet ligger The Royal Bath Hotel, hvor mange prominente gæster har boet gennem tiderene. Blandt andre Oscar Wilde, H.G. Wells, Richard Harris, Sir Thomas Beecham, Shirley Bassey og premierminister Lord Beaconsfield. Også royale gæster har haft deres gang på hotellet, heriblandt Edward 7. og Edward 8., mens de hver især var kronprinser.

## Shopping
Det vigtigste shoppingområde/gågade finder man i byens centrum, ikke langt fra strandpromenaden, på hver side af River Bourne. Faktisk leder stier gennem den nederste del af Bournemouth Central Gardens ned til Promenaden fra The square. Butiksgaderne består hovedsageligt af gågader, hvor man finder en god blanding af både butikker, smykke- og tilbehørsbutikker. Der er større butikker som Beales, Dingles. Debenhams, Marks and Spencer og BHS, moderne shoppingcentre og et stort udvalg af barer, klubber og cafeer.
Omkring 2 kilometer vest for centrum, i området Westbourne, finder man et imponerende udvalg af designertøjs- og boligindretningsbutikker. Mod øst, i området Boscombe, ligger et andet vigtigt shopping-område, med antik-butikker og et marked. 
Nord for centrum ligger et "out-of-town" shoppingcenter kaldet Castlepoint, med både kendte high-street butikker, byggemarkeder og supermarkeder. En ny udvidelse af centret, kaldet Castlemore, sydvest for hovedkomplekset, rummer større detailforhandlere.
Festivaler
Bournemouth er vært ved flere årlige festivaler, såsom Bournemouth Air-Festival og Bourne Free Pride-festival for bøsser og lesbiske.

## Transport
Veje
Byen er afhængig af nogle få hovedveje. Den mest trafikerede er A338, som fortsætter ud i hovedvej A31, den vigtigste hovedvej i det centrale Sydengland, der fører ud til motorvej M27 mod Southampton. Herfra kører motorvej M3 til London.
National Express' busser betjener rejsende fra Bournemouth Travel Interchange og Bournemouth Universitet. Der er jævnlige afgange mod Londons Victoria Station, men også direkte afgange mod West Country, Sussex Coast (heriblandt Brighton og Eastbourne), Bristol, Birmingham, Midlands, samt til Edinburgh og Glasgow. National Express kører til og fra de tre internationale lufthavne Heathrow, Gatwick og Stansted.